# جوزيف ميسنر
جوزيف ميسنر (مواليد 21 أكتوبر 1893) هو لاعب كرة قدم.

## روابط خارجية
- جوزيف ميسنر على موقع Soccerway.com (الإنجليزية)
- جوزيف ميسنر على موقع عالم كرة القدم.نت (الإنجليزية)